# Ruy Goyanna
Ruy Goyanna (São Paulo, 9 de outubro de 1914 – 14 de janeiro de 1996) foi um médico brasileiro.
Graduado em medicina pela Faculdade Nacional de Medicina da Universidade do Brasil em 1935. Especializou-se em urologia pela Clínica Mayo, em Minnesota, Estados Unidos, em 1945. Foi eleito membro da Academia Nacional de Medicina em 1975, sucedendo Ugo Pinheiro Guimarães na Cadeira 26, que tem Francisco Pinheiro Guimarães como patrono.